# Titus Tatius

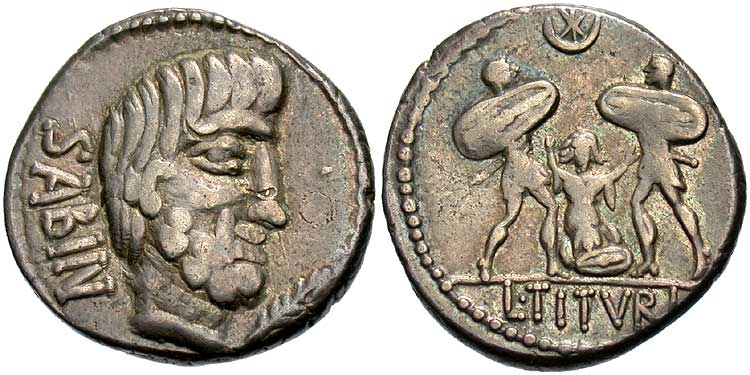
Republikanischer Denar. Links Titus Tatius, rechts Tarpeia, die unter Schilden begraben wird.

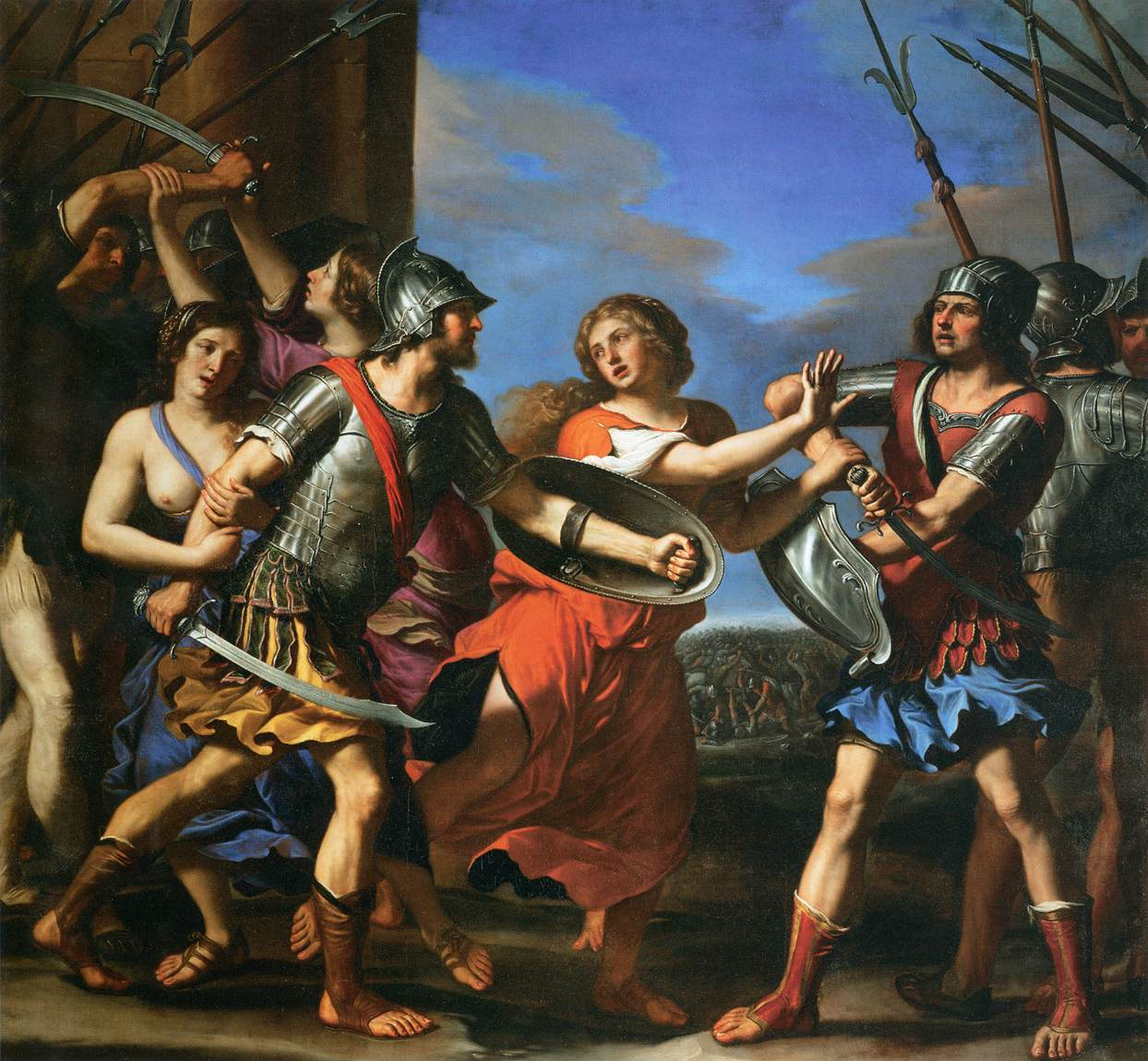
Hersilia tritt zwischen Romulus und Tatius (Guercino, 1645)

Titus Tatius ist eine sagenhafte Gestalt der römischen Frühzeit. Wie bei fast allen Personen und Ereignissen der römischen Königszeit lässt sich kaum noch feststellen, ob die Überlieferung auf einen wahren Kern zurückgeht.
Nach den (deutlich später entstandenen) antiken Quellen war Titus Tatius König der Sabiner und belagerte nach dem Raub der Sabinerinnen das Kapitol, nahm es durch Verrat der Tarpeia (Tarpejischer Fels) ein und herrschte danach gemeinsam mit Romulus über Rom, bis er in Lavinium von Laurentinern ermordet wurde. Sein Grab war auf dem Aventin.